# Alexis Quinlin
Alexis Quinlin, né le 28 juin 1959, d'un père anglais et d'une mère française, est l'ancien manager de Taxi Girl, groupe de Daniel Darc et Mirwais. Il est aussi un promoteur et organisateur de concerts.

## Biographie
Alexis Quinlin devient un des membres de l'équipe du théâtre le Palace de 1978 à 1986. Il a publié avec Stéphane Pietri, en 1977, Punk: seventeen rock paru chez R. Deforges, 1977. Il est le manageur du groupe punk Guilty Razors et réussit à les faire signer chez Polydor ; le chanteur du groupe, Tristam Nada, qualifie cependant Alexis Quinlin d'« escroc notoire ». Il fonde en 1981 le label de disque Mankin Records en partenariat avec Virgin, qui vend plusieurs millions de disques sur une période très courte : moins de 5 ans. En 1987, il crée la compagnie de management A2Z, spécialisée dans le management sportif (il est conseiller de Florence Arthaud). Il la revend en 1994 à Havas.
En 1990, il quitte la France pour refaire sa vie aux États-Unis. En fait, il est accusé par les membres de Taxi Girl, dont il était manager, de les avoir escroqués, ; il est par ailleurs soupçonné d'avoir de nombreux soucis d'argent. D'après Dominique Blanc-Francard, « dans la profession (il) s'était fait une solide réputation de bandit. »
Aux États-Unis, il investit dans l'hôtellerie et la restauration de luxe et dirige aussi la société Offline Entertaiment qui s'occupe de distribuer des films. Il est mis en examen et incarcéré en mai 2006 par un tribunal new-yorkais pour une escroquerie (système de Ponzi) de 4 millions de dollars. Il est aussi accusé d'avoir utilisé l'identité de Jean-Baptiste Mondino,,,. Il plaide coupable et est condamné à une peine de prison et à verser des dommages, peine à l'issue de laquelle il est expulsé vers la France .